# Valéria Dénes

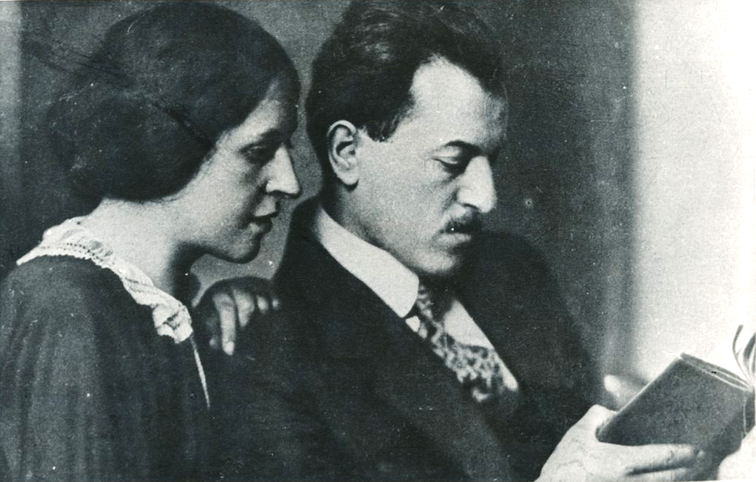
Valéria Dénes i Sándor Galimberti

Valéria Dénes, primo voto Galimberti (ur. 2 listopada 1877 w Budapeszcie, zm. 18 lipca 1915 w Peczu) – węgierska malarka należąca do pierwszych kubistów węgierskich.

## Życiorys
Urodziła się 2 listopada 1877 roku w Budapeszcie. Uczyła się w prywatnej szkole artystycznej Ferenca Szablya-Frischaufa w Budapeszcie. Podczas dwuletniego pobytu w Paryżu pobierała nauki u Henri Matisse’a oraz wystawała na tamtejszych Salonach. W silnej linii konturu i mocnych barwach jej martwych natur i widoków ulic z tego okresu widać wpływ fowizmu.
W 1911 roku wyszła za mąż za malarza Sándora Galimberti. Razem małżeństwo zaczęło tworzyć w tej samej stylistyce i jako pierwsze pośród węgierskich artystów zastosowało idee kubizmu w malarstwie. W swoich pracach powstałych na południu Francji Dénes zastosowała np. dynamiczne, geometryczne kształty przy malowaniu domów i dachów, wprowadziła także nowy typ kompozycji, podkreślając monumentalny pierwszy plan dzieł i umieszczając drobne elementy w ich górnej części. Choć w jej pracach widać wpływ kubizmu analitycznego, stosowała łagodniejsze formy i bledszą paletę barw.
Wojna zastała małżeństwo Galimbertich we Francji, którą para musiała szybko opuścić. Pozostawione w paryskiej pracowni dzieła zostały zarekwirowane przez policję. Jedynie nieliczne prace Valérii zachowały się do współczesności.
Valéria zmarła 18 lipca 1915 roku w Peczu na zapalenie płuc. W dniu pogrzebu jej mąż popełnił samobójstwo.

## Galeria

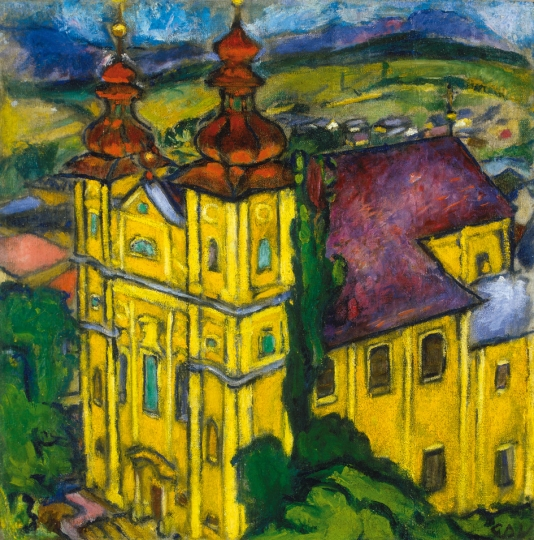
Kościół, 1908
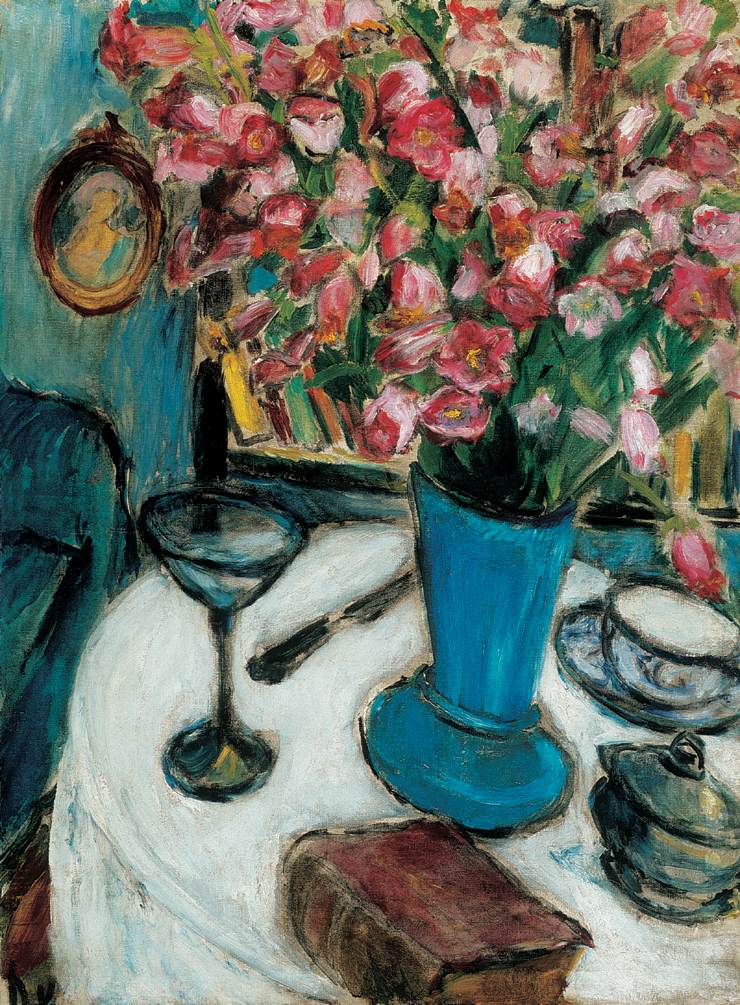
Martwa natura z kwiatami, 1908–1910
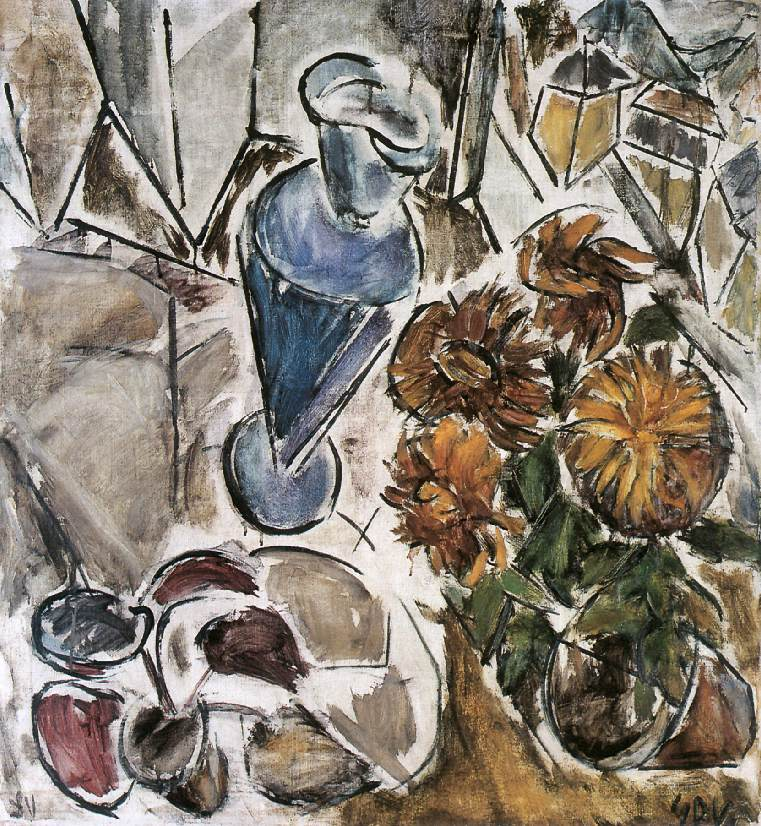
Dachy Paryża, ok. 1912
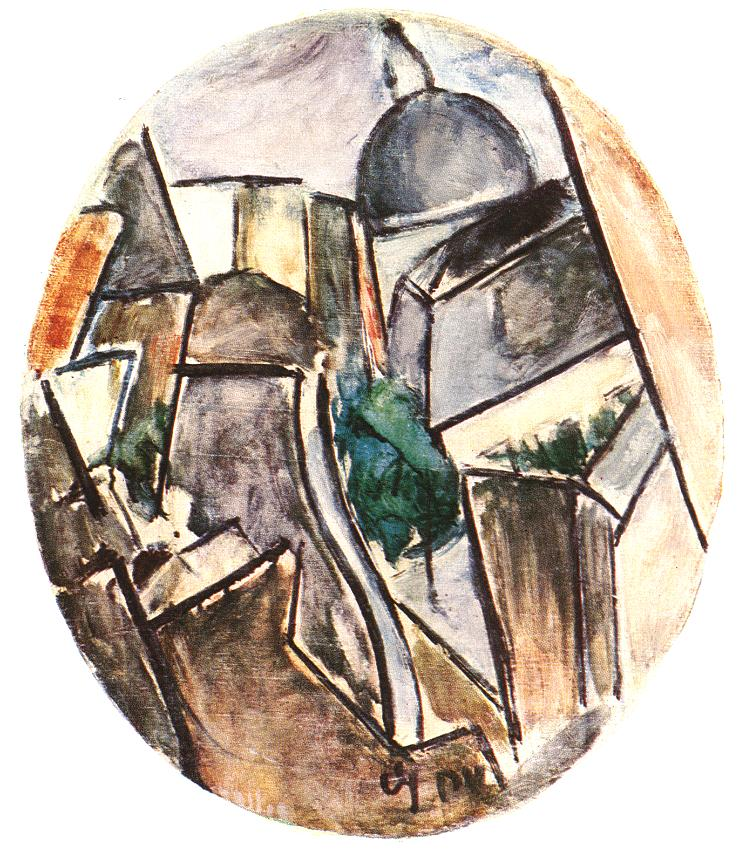
Ulica, 1913
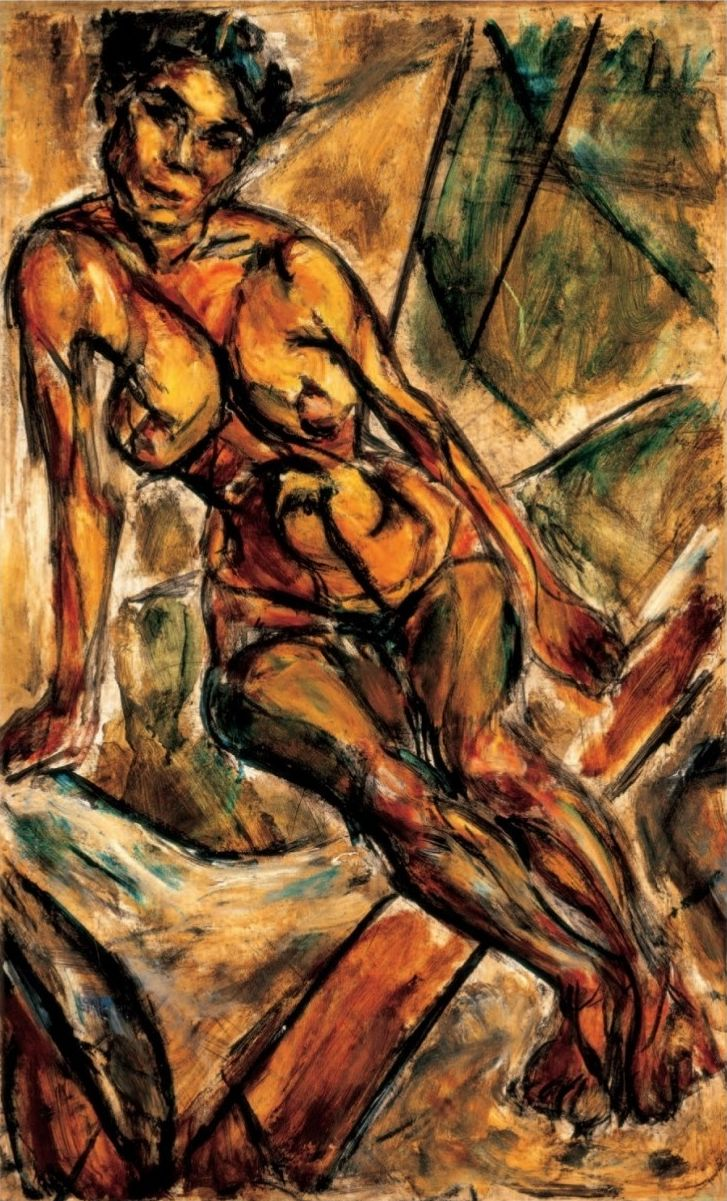
Cygańska dziewczyna, 1913
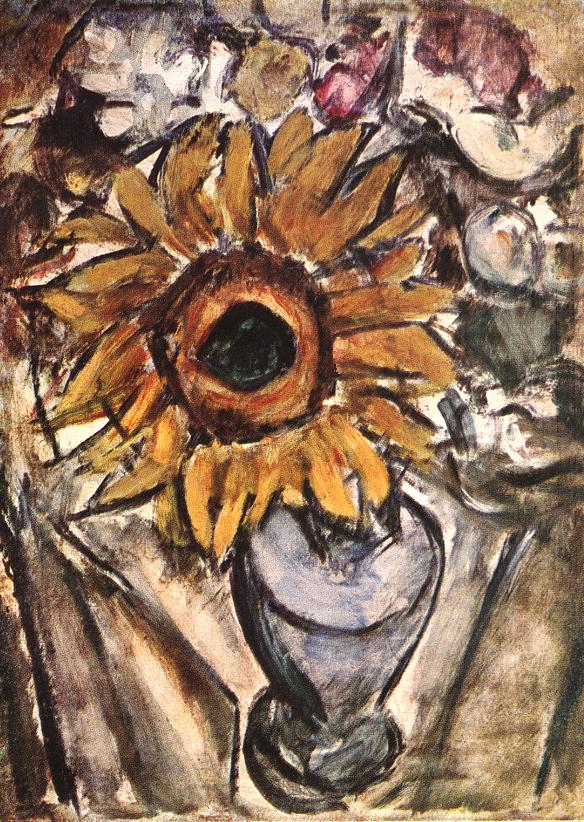
Słonecznik, 1913